# マリヤン・ムルミッチ
マリヤン・ムルミッチ（Marjan Mrmić、1965年5月6日 - ）は、クロアチア (旧ユーゴスラビア)・シサク出身の元サッカー選手、現サッカー指導者。現役時代のポジションはGK。元クロアチア代表。
現在はクロアチア代表のGKコーチを務める。

## 経歴

### クラブ
1983年から5シーズンをアマチュアクラブでプレーし、1988年にHNKツィバリア・ヴィンコヴツィでプロキャリアをスタートさせた。1996年に初の海外移籍でトルコのベシクタシュJKに移籍し、在籍した2シーズンで合計3つのタイトルを獲得した。現役最後のクラブはベルギーのシャルルロワSCであり、出場機会に恵まれなかったため1シーズンの在籍であった。

### 代表
1995年6月11日、UEFA EURO '96予選のウクライナ代表戦にてクロアチア代表での初出場を果たした。クロアチア代表としてUEFA EURO '96と1998 FIFAワールドカップの2度のメジャー大会にメンバー入りを経験したが、いずれの大会も控え選手としての立場だったため、出場機会はなかった。しかし、クロアチア代表は初出場となったワールドカップで準優勝を達成した。

## 代表歴

### 出場大会
- クロアチア代表
  - 1998 FIFAワールドカップ (3位)

### 試合数
- 国際Aマッチ 14試合 0得点（1995年-1999年）[3]

| クロアチア代表 | 国際Aマッチ | 国際Aマッチ |
| 年             | 出場        | 得点        |
| -------------- | ----------- | ----------- |
| 1995           | 2           | 0           |
| 1996           | 4           | 0           |
| 1997           | 3           | 0           |
| 1998           | 3           | 0           |
| 1999           | 2           | 0           |
| 通算           | 14          | 0           |